# Samsung SM7
Samsung SM7 – samochód osobowy klasy wyższej produkowany pod południowokoreańską marką Samsung w latach 2004 – 2019.

## Pierwsza generacja

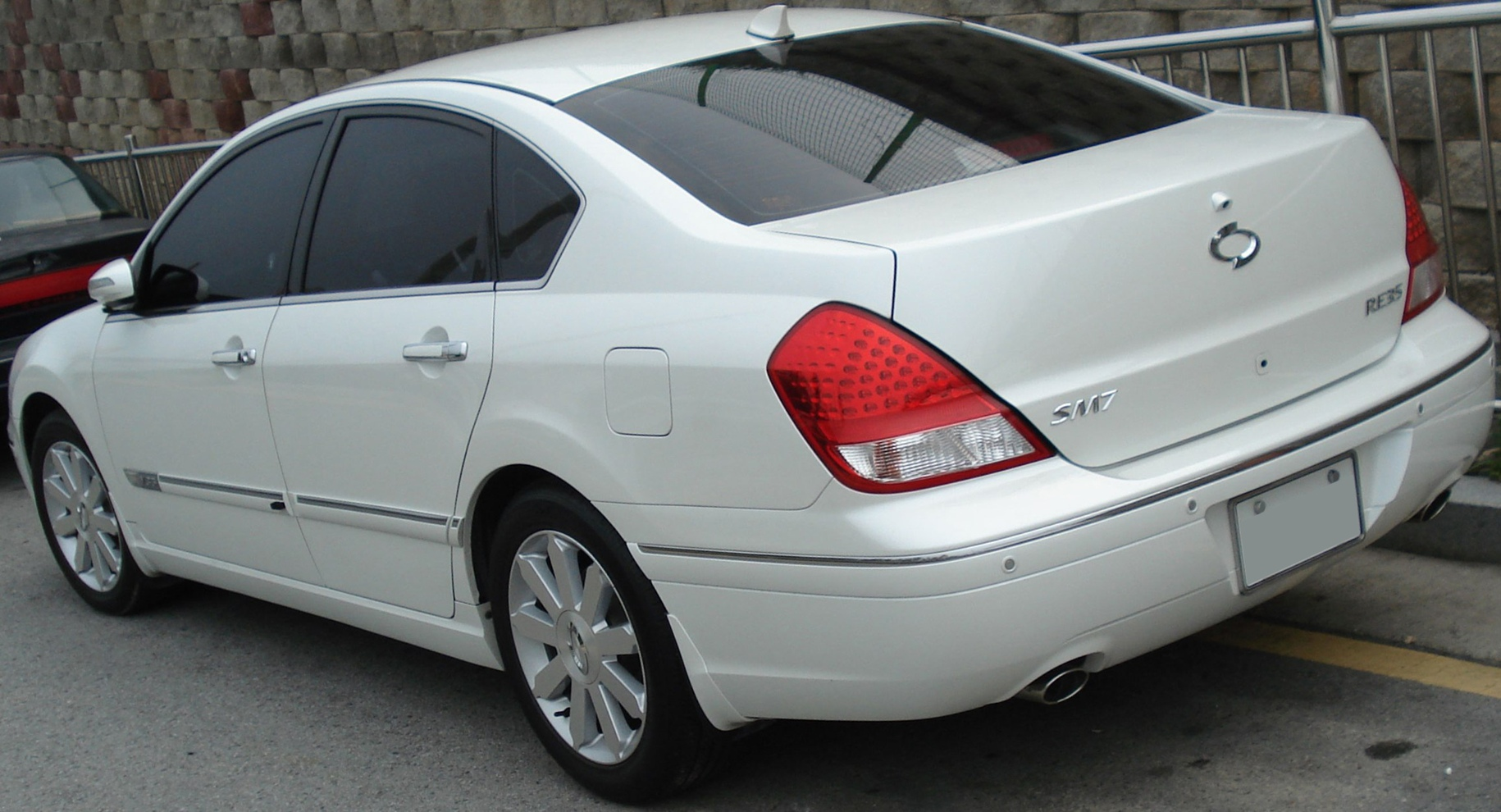
Samsung SM7 I - tył

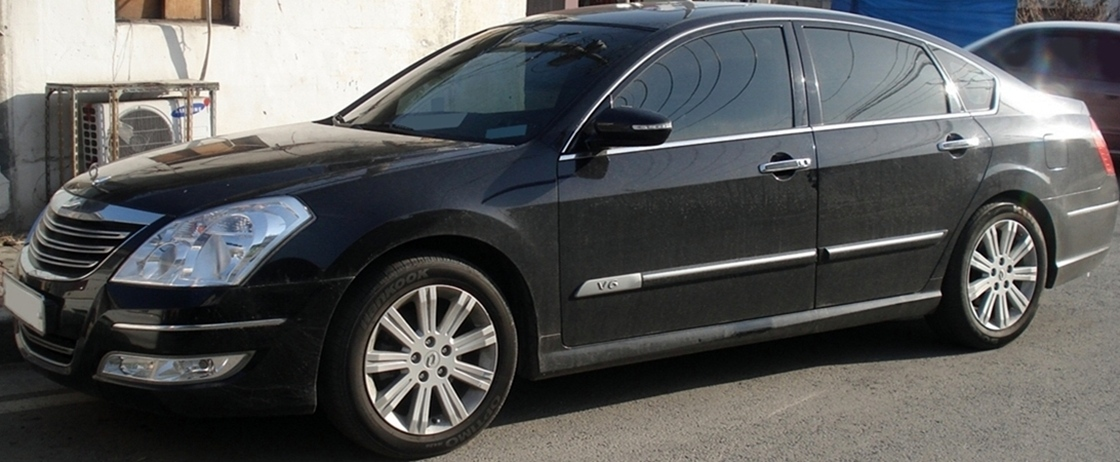
Samsung SM7 I po liftingu

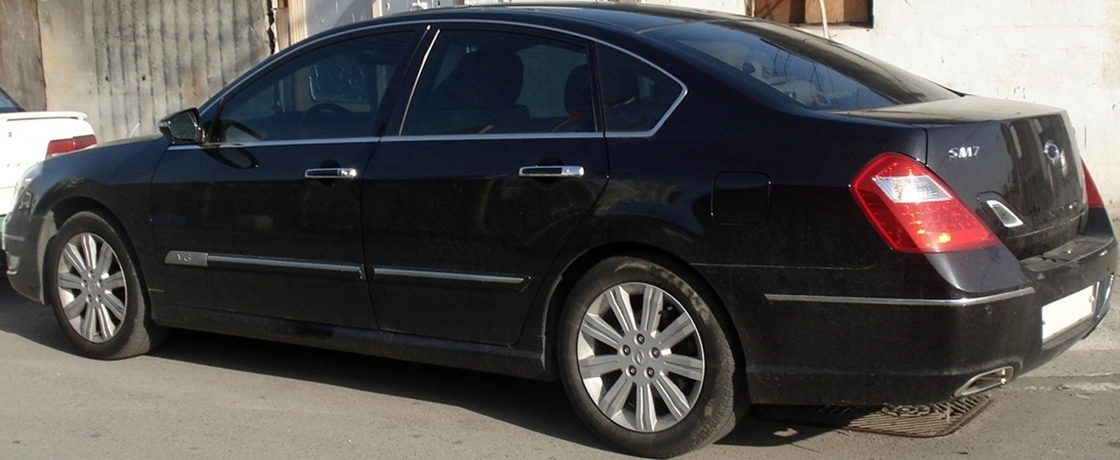
Samsung SM7 I - tył po liftingu

Samsung SM7 I został zaprezentowany po raz pierwszy w 2004 roku.
Model SM7 uzupełnił ofertę Samsunga jako topowy i najbardziej luksusowy model w ofercie. Limuzyna powstała na wydłużonej platformie mniejszego SM5, dzieląc z nim m.in. kształt nadwozia i drzwi, a także wygląd reflektorów i kokpitu, wywodząc się z japońskiego Nissana Teana.
Unikalnymi cechami wizualnymi była z kolei duża, chromowana atrapa chłodnicy, umieszczony na stojaku znaczek producenta, a także klapa bagażnika z umieszczonym na środku dużym logo. Kabina pasażerska wyróżniała się bogatym wyposażeniem, oferując komfortowe warunki podróży dla 4 pasażerów, z opcjonalnym piątym miejscem po złożeniu podłokietnika.

### Lifting
W styczniu 2008 roku Samsung SM7 pierwszej generacji przeszedł obszerną restylizację nadwozia, dopasowując stylizację do nowej estetyki wyglądu samochodów Samsunga.
W jej myśl, pojazd zyskał bardziej indywidualne cechy w stosunku do odpowiednika marki Nissan, na czele z nowym, oryginalnym kształtem reflektorów, węższymi tylnymi lampami i dodatkowymi, mniejszymi kloszami na klapie bagażnika. Ponadto, pojazd zyskał typowy dla Samsunga handlowy przydomek, SM7 New Art. Model po modernizacji zyskał bardziej indywidualny charakter wobec mniejszego i tańszego, spokrewnionego modelu SM5.

### Silniki
- V6 2.3l Nissan
- V6 3.5l Nissan

## Druga generacja

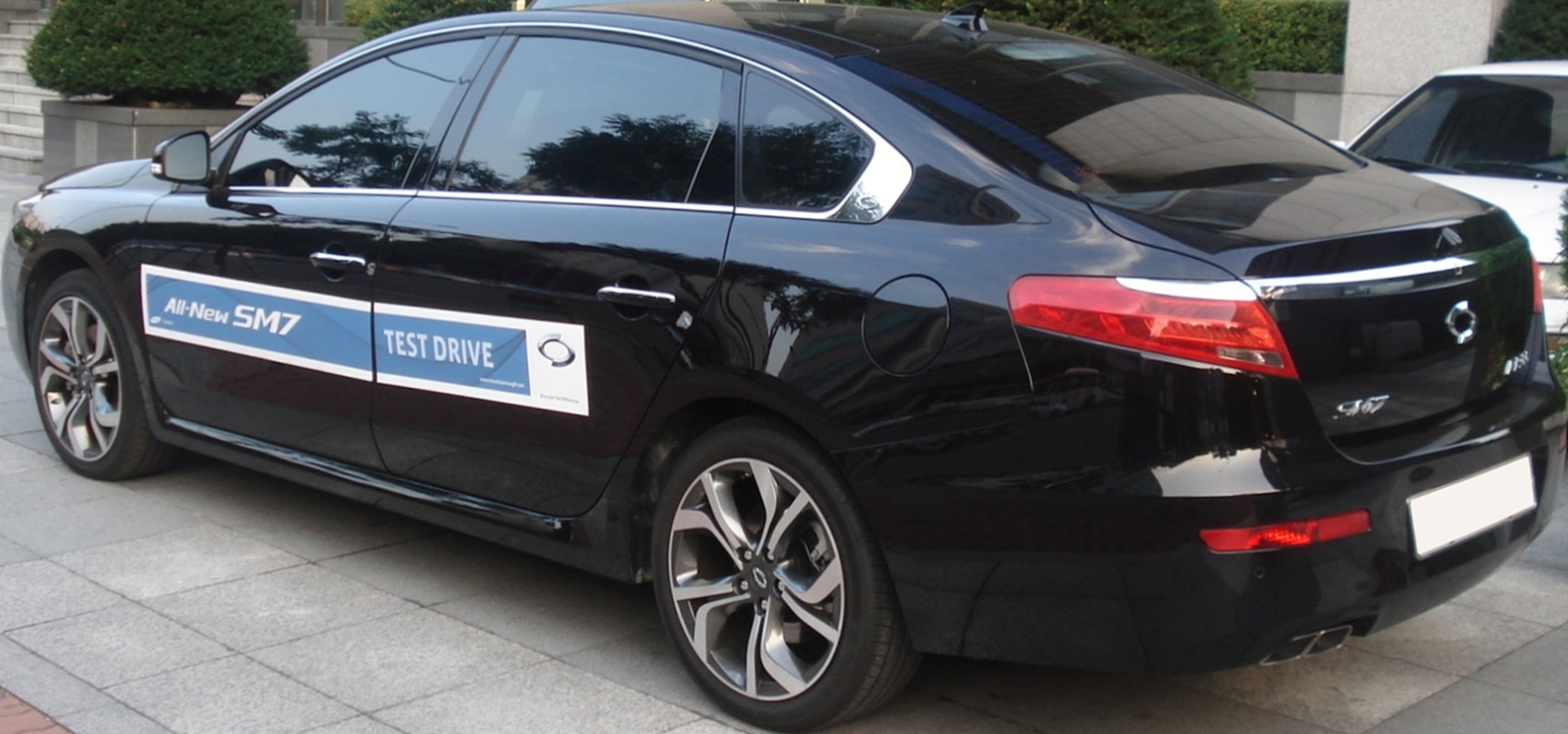
Samsung SM7 II - tył

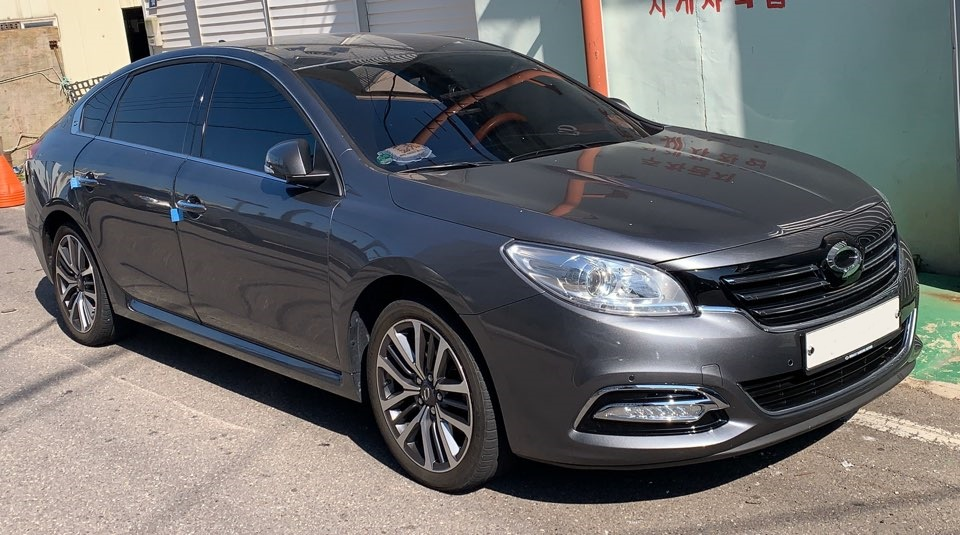
Samsung SM7 II po liftingu

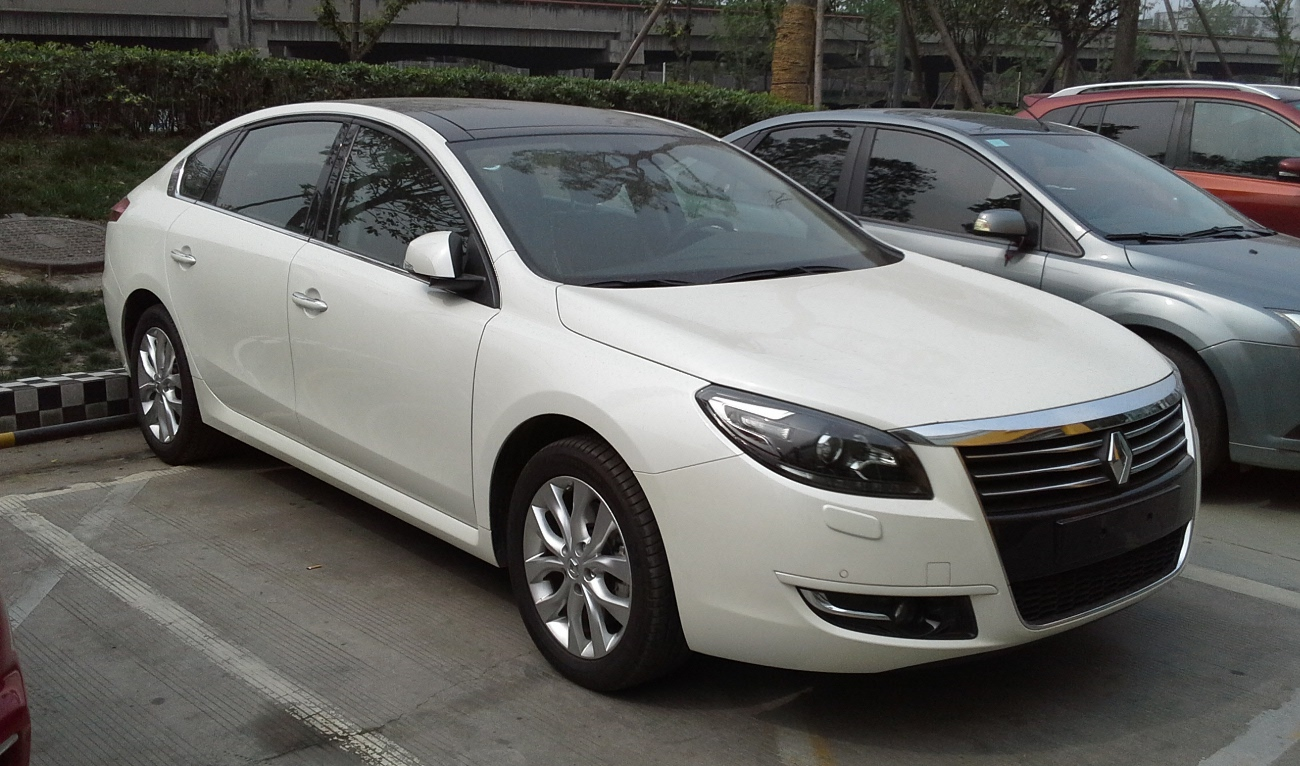
chiński Renault Talisman

Samsung SM7 II został zaprezentowany po raz pierwszy w 2011 roku.
Druga generacja SM7 jako pierwszy model w historii marki Samsung otrzymał dedykowany projekt nadwozia, nie będąc jedynie konstrukcją innego producenta z innymi znaczkami, a także unikalną, obłą i smukłą stylizację autorstwa ówczesnego stylisty Renault, Alejandro Mesonero-Romanosa.
Samochód ponownie powstał na bazie mniejszego modelu SM5, tym razem opierając się na technologii nie Nissana, a Renault, na czele z płytą podłogową. Z tańszym odpowiednikiem pojazd dzielił projekt kokpitu, jednak jego kabina pasażerska była znacznie przestronniejsza z racji większego rozstawu osi. 
Samsung SM7, podobnie jak poprzednik, był napędzany dwiema różnymi jednostkami napędowymi typu V6 do wyboru konstrukcji japońskiego Nissana.

### Lifting
W lipcu 2015 roku Samsung SM7 drugiej generacji przeszedł obszerną restylizację, w ramach której pas przedni został upodobniony horyzontalnym grillem z dużym logo producenta i czarną poprzeczką w stylu mniejszych modeli Samsunga. Podobnie jak poprzednik, także i druga generacja po restylizacji zyskała dodatkowy przydomek w nazwie, SM7 Nova.

### Chiny
W kwietniu 2012 roku Renault rozpoczęło import SM7 drugiej generacji do Chin pod własną marką jako Renault Talisman, odróżniając się jedynie innymi oznaczeniami modelu. Import zakończył się w 2016 roku.

### Silniki
- V6 2.5l Nissan
- V6 3.6l Nissan